# Devayani

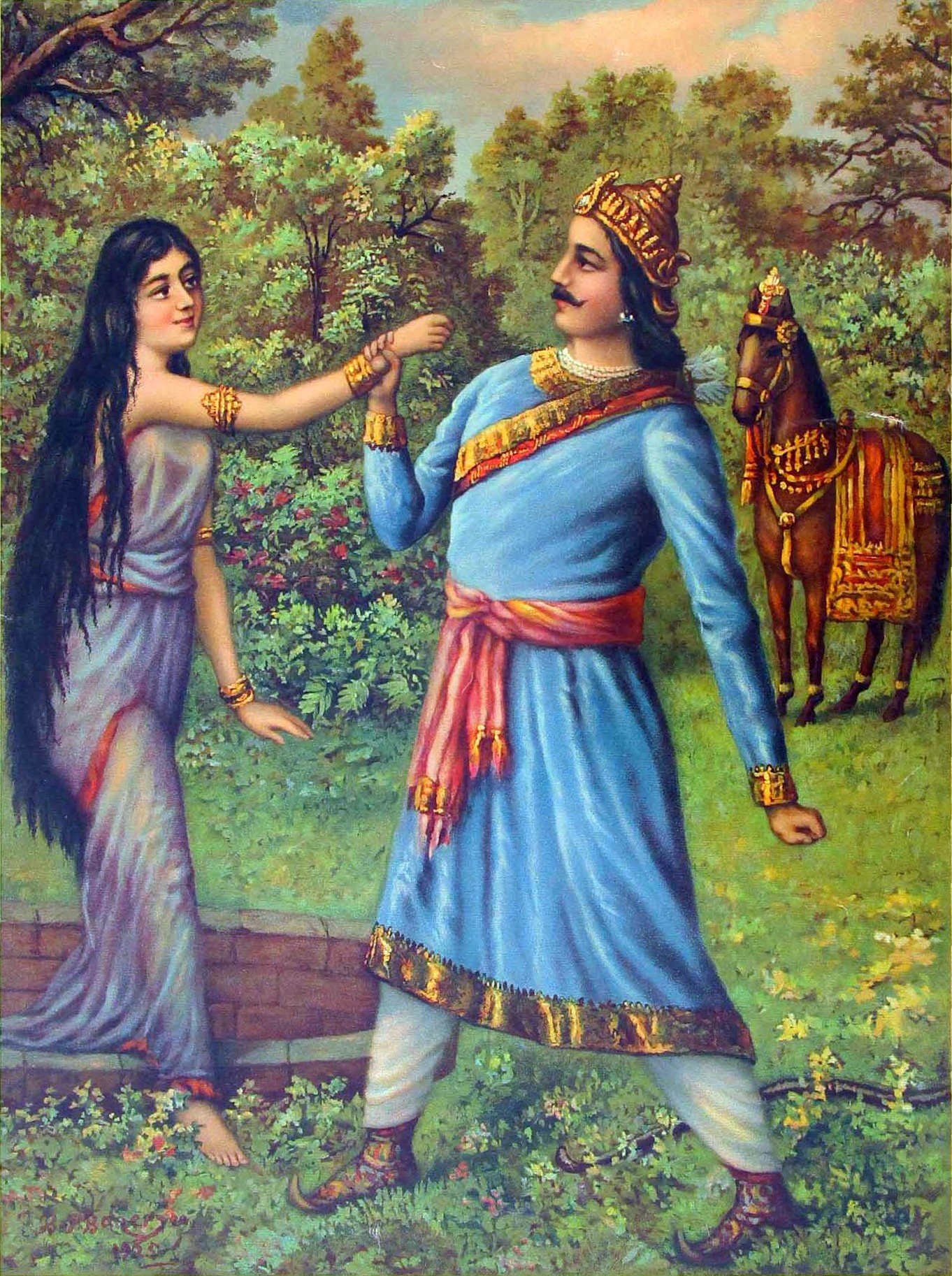
Devayani rescued from the well

Devayani is een mythische koningin in het hindoeïstische epos Mahabharata, die gehuwd is met opperkoning Yayati. Ze is de dochter van Sukracharya en Jayanti, de dochter van Indra. Met Yayati heeft ze twee zonen: Yadu en Turvashu (Yavana, Yona).
Volgens het verhaal werd Devayani, de geliefde dochter van Sukracharya, de leraar van de Asura's, verliefd op Kacha, die echter tot de Deva's behoorde, de aartsvijanden van de asura's. Ze had hem leren kennen toen Kacha, de zoon van Brihaspati, de leraar van de deva's, op aandringen van de deva's leerling werd bij Sukracharya. Als leerling kon Kacha namelijk achter Sukracharya's geheim van sanjivini komen, het weder opwekken van de doden. En met dat geheim in handen zouden de deva's de asura's kunnen verslaan. De asura's zagen het gevaar en doodden Kacha tot driemaal toe. Al tweemaal bracht Sakracharya zijn leerling weer tot leven, maar de derde keer hadden de Asura's Kacha tot as vermengd door Sukracharya's wijn en was Kacha zo in het lichaam van de leraar gekomen. Nu moest Sukracharya zijn leerling wel het geheim van sanjivini leren, want anders kon Kacha nooit levend naar buiten komen, wat Devayani veel verdriet zou doen. De leraar gaf de leerling het geheim door, die levend geworden op zijn beurt zijn uiteengetrokken leraar weer tot leven wekte.
Kacha wilde, tot Devayani's verdriet, niet met haar trouwen, omdat hij nu zijn leraar ook als ouder zag. 
Tijdens een zwempartij waarbij kleren werden verwisseld, kwam het tot een ruzie tussen Devayani en Sarmishta, de dochter van Vrishaparva, de koning van de Asura's. Devayani kreeg een klap en een duw van Sarmishta, waardoor ze in een put viel. Yayati hielp haar uit de put, maar omdat hij daarbij haar rechterhand had aangeraakt, moesten ze trouwen. Sarmishta werd als straf haar dienstmeid, maar later ook Yayati's tweede echtgenote. 
Met Devayani kreeg Yayati twee zonen: Yadu en Tarvashu (Yavana, Yona). Van Yadu stammen de Yadu's. Uit dat volk werd Krishna geboren. Van Turvashu stammen de Turvasha's en van hen, volgens de Purana's, de Chola's, Pandya's en Chera's. 